# La Condamine-Châtelard
La Condamine-Châtelard é uma comuna francesa na região administrativa da Provença-Alpes-Costa Azul, no departamento dos Alpes da Alta Provença. Estende-se por uma área de 56,08 km². Em 2010 a comuna tinha 156 habitantes (densidade: 2,8 hab./km²).